# Juyom
Jūyom (farsi جویم) è una città dello shahrestān di Larestan, circoscrizione di Juyom, nella provincia di Fars. Aveva, nel 2006, una popolazione di 6.396 abitanti.